# Júlio Duarte Langa
Júlio Duarte Langa, né le 27 octobre 1927 à Mangunze, est un prélat mozambicain, évêque émérite de Xai-Xai et cardinal.

## Biographie
Ordonné prêtre le 9 juin 1957, il est consacré évêque du diocèse de Xai-Xai le 24 octobre 1976 par Alexandre José Maria dos Santos avec comme co-consécrateurs Francesco Colasuonno et Januário Machaze Nhangumbe (pt) et prend sa retraite le 12 juillet 2004.
Il est créé cardinal, non électeur car âgé de plus de 80 ans, le 14 février 2015 par le pape François, en même temps que 19 autres prélats,. Il ne peut donc pas prendre part aux votes du conclave de 2025 (élection de Léon XIV). Il reçoit le titre de San Gabriele dell'Addolorata.